# 대한민국 민법 제512조
대한민국 민법 제512조는 소지인출급배서의 효력에 대한 민법 채권법 조문이다.

## 조문
제512조(소지인출급배서의 효력) 소지인출급의 배서는 약식배서와 같은 효력이 있다.

第512條(所持人出給背書의 效力) 所持人出給의 背書는 略式背書와 같은 效力이 있다.

## 참고 문헌
- 오현수, 일본민법, 진원사, 2014. ISBN 9788963463452
- 오세경, 대법전, 법전출판사, 2014 ISBN 9788926210277
- 이준현 , LOGOS 민법 조문판례집, 미래가치, 2015. ISBN 9791155020869

## 같이 보기
- 어음